# Élections municipales de 2026 à Rouen
Pour des articles plus généraux, voir Élections municipales françaises de 2026 et Élections municipales de 2026 dans la Seine-Maritime.
Les élections municipales de 2026 à Rouen auront lieu en mars 2026. Elles visent au renouvellement du conseil municipal et du conseil métropolitain de la métropole Rouen Normandie.

## Modalités du scrutin

### Dates
Ces élections se tiendront en mars 2026, les dates précises seront annoncées par décret au moins 3 mois avant le scrutin.

### Mode de scrutin
L'élection des conseillers municipaux et métropolitains se déroule selon un scrutin de liste à deux tours avec prime majoritaire : les candidats se présentent en listes complètes avec la possibilité de deux candidats supplémentaires. Lors du vote, on ne peut faire ni adjonction, ni suppression, ni modification de l'ordre de présentation des listes. Chaque bulletin de vote comporte deux listes : une liste de candidats aux seules élections municipales et une liste de ceux également candidats au conseil métropolitain.
Le nombre de sièges à pourvoir au conseil municipal de Rouen correspond à celui des communes dont la population est comprise entre 100 000 et 150 000 habitants, soit 55 sièges. Les conseillers municipaux sont élus au suffrage universel direct pour une durée de mandat de six ans. L'élection se termine au premier tour en cas de majorité absolue. Le cas échéant, un second tour a lieu. Les listes qui ont obtenu au moins 10 % des suffrages exprimés au premier tour peuvent se présenter au second. Les candidats des listes qui ont obtenu plus de 5 % des suffrages exprimés au premier tour peuvent rejoindre une autre liste.
La liste ayant obtenu le plus de voix se voit attribuer la moitié des sièges, arrondie à l'entier supérieur si nécessaire. Ainsi, la liste majoritaire obtiens automatiquement 28 sièges. Les 27 sièges restants sont attribués à la représentation proportionnelle à la plus forte moyenne aux listes ayant obtenu au moins 5 % des suffrages exprimés au second tour (ou au premier tour en cas de tour unique).

## Contexte

### Scrutin précédent
Les élections municipales de 2020 ont été marquées par une abstention massive en raison de la pandémie de Covid-19, la participation lors du 1er tour s'étant effondrée de 53 % en 2014 à 38 % en 2020.
Sur le plan local, la liste conduite par le socialiste Nicolas Mayer-Rossignol, candidat à sa propre succession, ralliée au 2d tour par la liste écologiste, renforce sa position en obtenant 5 sièges de plus qu'aux élections précédentes.
La droite et le centre, séparés entre 3 listes au 1er tour, obtiennent, après la fusion des 2 listes dissidentes et le retrait de la liste officiellement soutenue par les Républicains et la République en Marche, 9 sièges, soit un recul de 2 par rapport à la législature précédente.
Enfin, le Rassemblement National ne parvient pas à conserver ses 3 sièges, la liste n'ayant pas atteint les 10 % au 1er tour et n'ayant pas fusionné avec une autre liste pour le 2d.

## Candidatures déclarées
Sans annoncer de candidature officielle, Marine Caron, conseillère municipale d'opposition et déjà candidate lors des élections de 2020, montre ses intentions de concourir de nouveau à ce scrutin. Affiliée au parti Horizons de l'ancien premier ministre Édouard Philippe dont elle a reçu le soutien lors d'un meeting de lancement de campagne le 2 juin 2025, plusieurs autres représentants de partis étaient également présents pour la soutenir comme au centre avec le MoDem, Renaissance et le Parti radical ou à droite avec Les Républicains.
Ces derniers ont par ailleurs nommé le 10 juillet 2025 Marie-Hélène Roux, ancienne adjointe de Pierre Albertini et quadruple candidate aux élections législatives dans la première circonscription de la Seine-Maritime, comme cheffe de file à Rouen pour ce scrutin. Cette dernière a accepté cette mission bien qu'elle ait indiqué depuis avril 2025 qu'elle se rangeait déjà derrière Marine Caron.

## Sondages
Tout sondage d'opinion est affecté par une marge d'erreur.
Une couleur arbitraire est associée à chaque institut de sondage ; ces couleurs sont une aide visuelle et ne correspondent pas à une tendance politique.

## Résultats
|                          |               |       |              |              |             |             |        |        |  |
| Tête de liste            | Tête de liste | Liste | Premier tour | Premier tour | Second tour | Second tour | Sièges | Sièges |  |
| Tête de liste            | Tête de liste | Liste | Voix         | %            | Voix        | %           | CM     | CC     |  |
|                          |               |       |              |              |             |             |        |        |  |
|                          |               |       |              |              |             |             |        |        |  |
|                          |               |       |              |              |             |             |        |        |  |
|                          |               |       |              |              |             |             |        |        |  |
|                          |               |       |              |              |             |             |        |        |  |
| Votes valides            |               |       |              |              |             |             |        |        |  |
| Votes blancs             |               |       |              |              |             |             |        |        |  |
| Votes nuls               |               |       |              |              |             |             |        |        |  |
| Total                    | Total         | Total |              | 100          |             | 100         | 55     | 24     |  |
| Abstention               |               |       |              |              |             |             |        |        |  |
| Inscrits / participation |               |       |              |              |             |             |        |        |  |